# هيرومو ماتسوكا
هيرومو ماتسوكا (باليابانية: 松岡弘؛ بالكانا: まつおか ひろむ) هو لاعب كرة قاعدة ياباني، ولد في 26 يوليو 1947 في كوراشيكي في اليابان.

## وصلات خارجية
- هيرومو ماتسوكا على موقع الدوري الياباني لكرة القاعدة (الإنجليزية)
- هيرومو ماتسوكا على موقعبيزبول رفرنس.كوم (الدوري الثانوي) (الإنجليزية)